# Europska atletska prvenstva za mlade
Europsko atletsko prvenstvo za mlade ili Europsko mlađejuniorsko prvenstvo (eng. European Athletics Youth Championships) atletsko je natjecanje za maloljetne atletičare (do 18 godina) iz europskih država.
Natjecanje je ustanovljeno na Kongresu Europskog atletskog saveza 2013. kao treći rang neseniorskih atletskih europskih natjecanja: 1970. je uspostavljeno Europsko juniorsko atletsko prvenstvo, a 1997. Europsko prvenstvo u atletici do 23 godine. Na kongresu je utvrđeno da će se natjecanje održavati svake dvije godine, a svaka država članica EAA-e može poslati po dva atletičara za svaku disciplinu.
Prvo izdanje natjecanja održat će se od 14. do 17. srpnja 2016. u Tbilisiju, glavnom gradu Gruzije.

## Poveznice
- Europska prvenstva u atletici
- Europski zimski bacački kup
- Europski kup u brzom hodanju